# Hilarempis breviseta
Hilarempis breviseta är en tvåvingeart som beskrevs av Smith 1967. Hilarempis breviseta ingår i släktet Hilarempis och familjen dansflugor. Inga underarter finns listade i Catalogue of Life.